# Louis-André Dorion
Pour les articles homonymes, voir Dorion.
Louis-André Dorion (1960 - ), Québécois, est professeur de philosophie ancienne à l'Université de Montréal depuis 1991. 
Il a été formé successivement à l'Université Laval (1978-1981), à l'Université de Montréal (1981-1985) et à l'Université de Paris-I (1985-1990), où il a soutenu sa thèse, portant sur les Réfutations sophistiques d'Aristote (traduction et commentaire), sous la direction de Jacques Brunschwig.
On lui doit des traductions d'Aristote, de Platon et de Xénophon, et comme en témoignent les ouvrages et les articles qu'il a publiés, il représente une référence de premier plan sur la question du personnage de Socrate. À ce sujet, les travaux de Louis-André Dorion permettent d'enrichir les multiples manières de concevoir le personnage de Socrate en s'attardant, bien sûr, aux dialogues de jeunesse de Platon, mais aussi aux dialogues socratiques de Xénophon.
En 2014, il s'est vu attribuer le prix François-Millepierres de l'Académie française pour L'Autre Socrate. Études sur les écrits socratiques de Xénophon.